# Ісламгулово (Міякинський район)
Ісламгу́лово (рос. Исламгулово, башк. Исламғол) — присілок у складі Міякинського району Башкортостану, Росія. Входить до складу Зільдяровської сільської ради.
Населення — 205 осіб (2010; 312 в 2002).
Національний склад:
- башкири — 100%